# 神崎 (市原市)
神崎（かんざき）は、千葉県市原市の市津地区にある大字。郵便番号は290-0178。

## 概要
市原市北部の市津地区にある。同市市原地区及び辰巳台地区との境界にあたる。北部は水田地帯、南部は丘陵地帯となっている。

## 地理
北は久々津、北から東にかけて潤井戸及びうるいど南、南は能満及び荻作、西は辰巳台東と接している。

## 世帯数と人口
2022年4月1日現在の世帯数と人口は以下の通りである。
| 町丁字 | 世帯数  | 人口  |
| ------ | ------- | ----- |
| 神崎   | 166世帯 | 282人 |

## 通学区域
市立小学校・市立中学校及び県立高等学校の通学区域は以下の通りである
| 町丁字 | 番地 | 小学校             | 中学校             | 高等学校 |
| ------ | ---- | ------------------ | ------------------ | -------- |
| 神崎   | 全域 | 市原市立湿津小学校 | 市原市立湿津中学校 | 第9学区  |

## 交通

### 鉄道
- なし

### バス
- 小湊鉄道